# Moustache Mountain
Moustache Mountain fue un equipo de lucha libre profesional británico que consiste en Trent Seven y Tyler Bate. Creado en 2016, anteriormente trabajaron para otras promociones, especialmente Chikara y Progress Wrestling. También se conocen como parte del stable British Strong Style de tres hombres junto con Pete Dunne, también en la WWE.
El equipo debutó el 6 de febrero de 2015 en la promoción Chikara. Tanto Seven como Bate firmaron con WWE a fines de 2016 para formar parte del primer Torneo del Campeonato del Reino Unido, que fue ganado por Bate, quien se convirtió en el Campeón inaugural de la WWE Reino Unido. Ambos luchadores se unieron a la marca NXT como luchadores individuales, mientras continuaban formando equipo fuera de la WWE; después de que Bate perdiera el título ante Dunne en 2017, Moustache Mountain hizo su debut en la WWE al año siguiente, y derrotó a The Undisputed Era en el evento NXT UK Championship para ganar el Campeonato en Parejas Reino Unido de NXT, aunque lo perdieron de nuevo a The Undisputed Era dos días después en NXT. Después de firmar un contrato a tiempo completo con WWE, los dos, junto con Dunne, se convirtieron en figuras centrales de NXT UK después de su estreno en 2018, tratando sin éxito de convertirse en los campeones inaugurales de NXT UK Tag Team en NXT UK TakeOver: Blackpool.

## Historia

### Chikara (2015-2016)
A principios de 2015, Bate y Seve, debutaron en la promoción estadounidense Chikara como parte de su gira por el Reino Unido, uniéndose para derrotar a The Hunter Brothers (Jim Hunter y Lee Hunter) en un partido oscuro el 3 de abril. y perder ante la Devastation Corporation (Max Smashmaster y Blaster McMassive) en otra partida oscura el 6 de abril. En su último partido oscuro en la gira, Seven y Bate se unieron a Clint Margera para enfrentarse a Pete Dunne, Damian Dunne y Jimmy Havoc en un esfuerzo por perder. 
Los días 4, 5 y 6 de septiembre, se unieron con Daniel Moloney para representar al Fight Club: promoción profesional en el torneo King of Trios 2015 ; derrotaron a Bruderschaft des Kreuzes (Jakob Hammermeier, Nøkken y Soldier Ant) en la primera ronda, y Naciones Unidas (Juan Francisco de Coronado, Sr. Azerbaiyán y The Proletariat Boar of Moldova) en los cuartos de final, antes de perder en Bullet Club (AJ Styles, Matt Jackson y Nick Jackson) en las semifinales. 
En 2016, Seven y Bate comenzaron a competir más regularmente en Chikara, y el 21 de agosto, derrotaron a The Devastation Corporation (Blaster McMassive y Flex Rumblecrunch), Los Ice Creams (El Hijo del Ice Cream and Ice Cream Jr.) y N_R_G (Hype Rockwell y Race Jaxon) en un partido por equipos de doble eliminación para ganar el vacante Chikara Campeonatos de Parejas ; luego fueron despojados del título el siguiente diciembre por razones no especificadas.
En septiembre de 2017, Bate, Seven y Pete Dunne, formando equipo como House Strong Style (después de que crearon British Strong Style in Progress Wrestling), compitieron en el King of Trios 2017 . Derrotaron a la Casa Whitewolf (A-Kid, Adam Chase y Zayas), House Throwbacks (Dasher Hatfield , Mark Angelosetti y Simon Grimm }) en los cuartos de final, House Rot (Frightmare , Hallowicked y Kobald) en las semifinales a través de Forfeit y House Sendai Girls. (Cassandra Miyagi, Dash Chisako y Meiko Satomura) en la final para ganar el torneo.

### Progress Wrestling (2016–2019)
Moustache Mountain tuvo su primer partido en Progress en el Capítulo 28 el 6 de abril de 2016, perdiendo ante Damian y Pete Dunne. En el Capítulo 33 el 31 de julio, después de una derrota ante Damian Dunne y Pete Dunne, Seven giró el talón , atacó a Bate y se alineó con Pete Dunne, formando así el estilo británico fuerte. Esto marcó el comienzo de una pelea al ver a Bate y Damian Dunne enfrentarse a Seven y Pete Dunne (aunque Bate y Seven todavía eran compañeros de equipo en Chikara al mismo tiempo), hasta el 27 de noviembre en el Capítulo 39, cuando Bate regresó para unirse a los británicos. Estilo fuerte, lo que lo convierte en un trío... El 16 de diciembre de 2016, Dunne, quien fue Campeón de Progress Tag Teamcon Seven, intentó pasarle la mitad de los títulos del equipo de etiqueta a Bate; Como resultado, la gestión del progreso anuló los títulos. El 30 de diciembre, Moustache Mountain derrotó a CCK (Chris Brookes y Kid Lykos) y London Riots (Rob Lynch y James Davis) en un combate de tres equipos para ganar los títulos vacantes. Perdieron los títulos ante CCK el 25 de junio de 2017 antes de recuperarlos el 9 de julio en un combate de equipo de seis hombres en el que Dunne era su compañero, y Travis Banks era de CCK; perdieron los títulos a CCK en una lucha de escalera el 10 de septiembre.

### Otras promociones independientes (2016-2019)
Moustache Mountain tuvo su primer partido fuera de Chikara o Progress Wrestling el 15 de septiembre de 2016 en el evento WhatCulture Pro Wrestling Loaded #11, perdiendo ante Los Perspectiva (El Hijo De Gracie y Lucha Archer) en un combate por equipos de tres vías que también incluidos Johnny Moss y Liam Slater.
Compitiendo en la promoción Revolution Pro Wrestling , los dos ganaron el British Tag Team Championship el 23 de octubre de 2017 en el evento RevPro Monday Night Mayhem al derrotar a Chris Brookes y Travis Banks de CCK Perdieron los títulos de Minoru Suzuki y Zack Sabre Jr. de Suzuki-gun el 20 de enero de 2018. 
Moustache Mountain se convirtió en el campeón inaugural FCP Tag Team Champions en el Fight Club: promoción profesional el 1 de abril de 2018; perdieron los títulos ante Chris Brookes y Kid Lykos de CCK el 27 de julio de 2018, y los ganaron por segunda vez al derrotar a Schadenfreude (Chris Brookes y Kyle Fletcher) el 28 de septiembre de 2019. 
En el ataque! Pro Wrestling event ATTACK! ¡Gafas de sol After Dark el 22 de julio de 2018, derrotaron al Equipo White Wolf (A-Kid y Adam Chase) para ganar el ATAQUE! Tag Team Championship, perdiéndolo más tarde el mismo día ante Brookes y Fletcher. El dúo también compitió en la promoción canadiense International Wrestling Syndicate , donde ganaron el IWS World Tag Team Championship en octubre de 2017.

### WWE

#### UK Championship Tournament y NXT (2017-2018)
El 15 de diciembre de 2016, se reveló que Bate, Seven y Dunne estarían entre los 16 hombres que competirán en el próximo Torneo del Campeonato del Reino Unido los días 14 y 15 de enero de 2017 para coronar al Campeón inaugural de la WWE Reino Unido. Bate derrotó a Tucker en la primera ronda para avanzar a los cuartos de final, antes de derrotar a Jordan Devlin para avanzar a las semifinales. Seven derrotarían a HC Dyer en la primera ronda y perderían a Wolfgang en los cuartos de final, mientras que Bate derrotó a Tucker en la primera ronda, Jordan Devlin en los cuartos de final, Wolfgang en las semifinales y Dunne en las finales para ganar el torneo y convertirse en el campeón inaugural. Después del torneo, Buth Bate y Seven firmaron contratos con WWE, lo que les permitió continuar tomando reservas independientes con algunas restricciones. Bate competiría en la marca NXT, donde defendió su título; finalmente se lo perdió a Dunne en NXT TakeOver: Chicago, en una aclamada partida que luego les valió el Premio de Fin de Año de NXT a la Partida del Año. 
Durante el primer día del segundo torneo anual del Torneo del Campeonato del Reino Unido el 18 de junio, British Strong Style derrotó a The Undisputed Era (Adam Cole, Kyle O'Reilly y Roderick Strong) en un combate por equipos de seis hombres. Al día siguiente, Moustache Mountain derrotó a O'Reilly y Strong para capturar el Campeonatos en Parejas de NXT, pero perdió los títulos ante O'Reilly y Strong el 11 de julio episodio de NXT en un partido aclamado por la crítica que atrajo cinco estrellas de Dave Meltzer. En NXT Takeover: Brooklyn 4, no pudieron recuperar los campeonatos.

#### NXT UK (2018-presente)
Tanto Bate como Seven formaron parte de la lista original de la marca NXT UK en el debut del show NXT UK el 17 de octubre de 2018; compitieron en un torneo de cuatro equipos para coronar a los campeones inaugurales Campeonato en Parejas de Reino Unido de NXT; derrotaron a Gallus (Mark Coffey y Wolfgang) en la primera ronda el 24 de noviembre (emitido el 2 de enero de 2019), y perdieron ante James Drake y Zack Gibson (más tarde conocido como Grizzled Young Veterans) en la final en NXT UK TakeOver: Blackpool en 12 de enero. Después de su derrota, Bate y Seven continuaron compitiendo principalmente como luchadores individuales, mientras seguían formando equipos ocasionalmente; Bate desafió notablemente a Walter sin éxito por el Campeonato del Reino Unido de la WWE en NXT UK TakeOver: Cardiff en una muy aclamada que obtuvo una calificación de 5,25 estrellas de Meltzer, convirtiéndose en el tercer partido en la historia de la WWE en romper el sistema de calificación de 5 estrellas.

## Campeonatos y logros
- Attack! Pro Wrestling
  - Attack! 24/7 Championship – Bate (1 vez)[1]
  - Attack! Tag Team Championship (1 vez)[2]

- Chikara
  - Chikara Campeonatos de Parejas (1 vez)
  - King of Trios (2017) - con Pete Dunne

- Fight Club:Pro
  - FCP Tag Team Championship (2 veces, actuales)[3]

- Insane Championship Wrestling
  - ICW World Heavyweight Championship (1 vez) – Seven[4]

- International Wrestling Syndicate
  - IWS World Tag Team Championship (1 vez)[5][6]

- Kamikaze Pro
  - Relentless Division Championship (1 vez) – Bate[7]

- Over The Top Wrestling
  - OTT Tag Team Championship (1 vez, actual) – con Pete Dunne

- Progress Wrestling
  - Progress Tag Team Championship (3 veces) – Seven con Pete Dunne (1), como dúo (2)
  - Progress Atlas Championship (1 vez) - Seven[8]

- Pro Wrestling Illustrated
  - Clasificado Bate No. 50 de los 500 mejores luchadores individuales en el PWI 500 en 2017[9]
  - Clasificado Seven No. 168 de los 500 mejores luchadores individuales en el PWI 500 en 2018[10]

- Revolution Pro Wrestling
  - RPW Undisputed British Tag Team Championship (1 vez)[11]

- Westside Xtreme Wrestling
  - wXw Shotgun Championship (1 vez) – Bate[12]

- WWE
  - NXT UK Heritage Cup (1 vez) – Bate
  - WWE United Kingdom Championship (1 vez) – Bate[13]
  - NXT Tag Team Championship (1 vez)[14]
  - NXT UK Tag Team Championship (1 vez)
  - NXT Tag Team Championship Invitational (2018)[15]
  - WWE United Kingdom Championship Tournament (2017) – Bate[16]
  - NXT Year–End Award (1 vez) 
    - Match of the Year (2017) – Bate vs. Pete Dunne for the WWE United Kingdom Championship at NXT TakeOver: Chicago